# Пилишенко Володимир Васильович
Володимир (Мірко) Пилишенко (нар. 28 липня 1934, с. Поромів, гміна Хотячів Володимирського повіту, Волинського воєводства, Польща, нині Іваничівського району Волинської області, Україна — пом. 8 лютого 2021, Рочестер, США) — американський професор українського походження, архітектор, графік, архівіст, діяч української діаспори.

## Біографія
Народився в 1934 р. в селі Поромів.
Батько — Василь Пилишенко був учасником визвольних змагань, українцем із Немирова, що на Вінниччині. Моряк УНР, він був учасником Першої світової війни, а під час національної революції обирався до Української Центральної Ради.
Мати Галина Лопухович — з попівського роду, з Ковельщини, закінчила Інститут благородних дівиць і теж була учасницею визвольних змагань.
Під час Другої світової війни його родина переїхала до Німеччини, а 1949 року — до США, в місто Рочестер, штат Нью-Йорк. Закінчив Рочестерський технологічний інститут і здобув фах архітектора. Його художні роботи виставлялись у десятках галерей та в університетах США, а також за межами країни.
З 1964 по 2000 роки він викладав основи мистецтва і був керівником кафедри в університеті міста Брокпорт, штат Нью-Йорк.
З 1957 по 2000 роки очолював Комітет Фонду кафедри українознавства при Гарвардському університеті у місті Рочестері.
Викладав у Києво-Могилянській академії.
У травні 1989 року став учасником міжнародного Шевченківського форуму «Від серця Європи — до серця України». Серед інших міст відвідав і тодішній Дніпропетровськ, де завітав із дружиною до місцевого Художнього музею і подарував свої графічні роботи «Козак Мамай», «Зелені свята» і одну роботу за творами Василя Стефаника. Там же, 18 травня В. Пилишенко дав розгорнуте інтерв'ю обласній газеті («Україна в серці. Інтерв'ю кореспондента „Зорі“ М. Чабана з професором університету штату Нью-Йорк (США) В. Пилишенком» // «Зоря», 24 травня, 1989).

### Бібліотека української діаспори імені сенатора Джона Маккейна

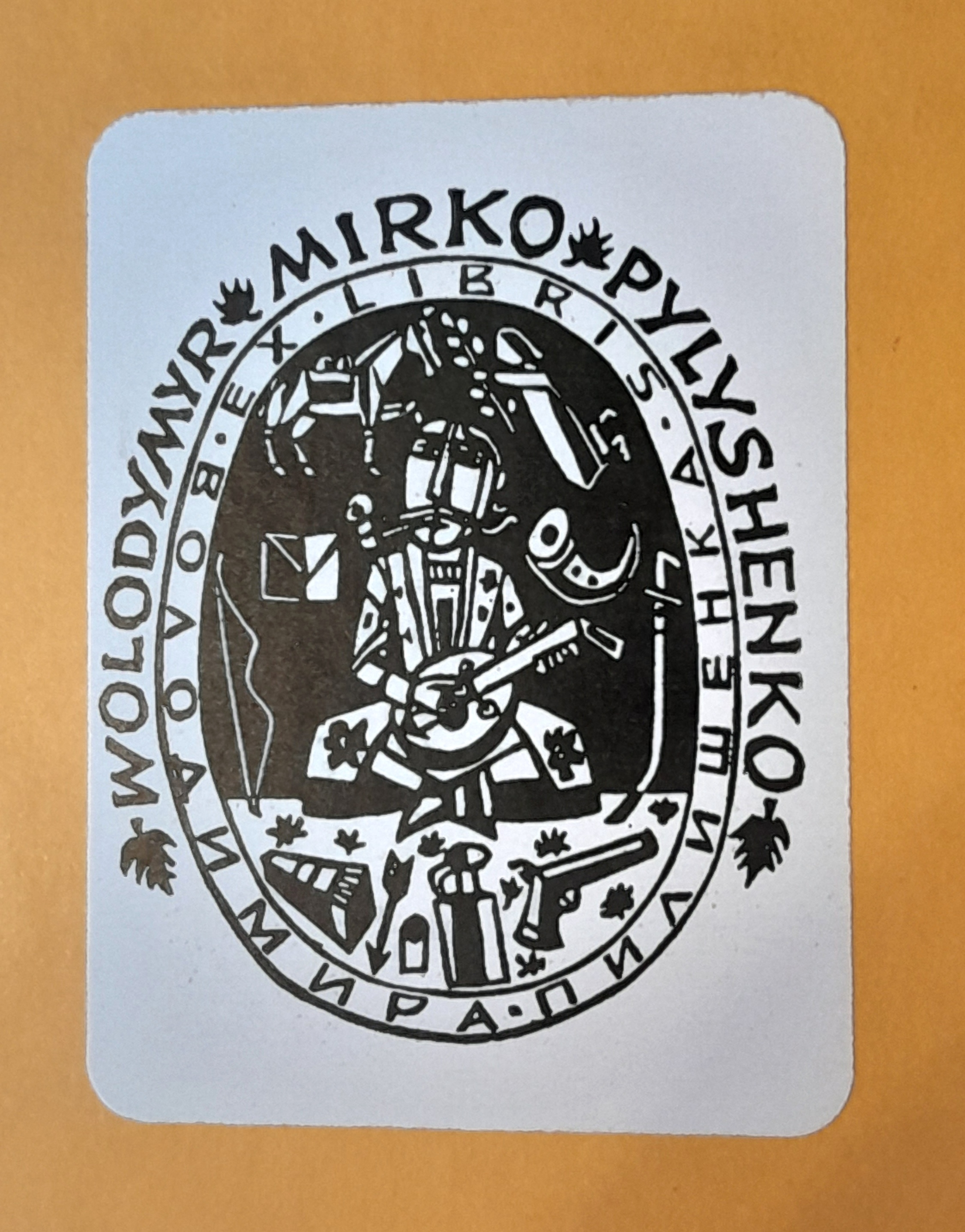
Ex libris

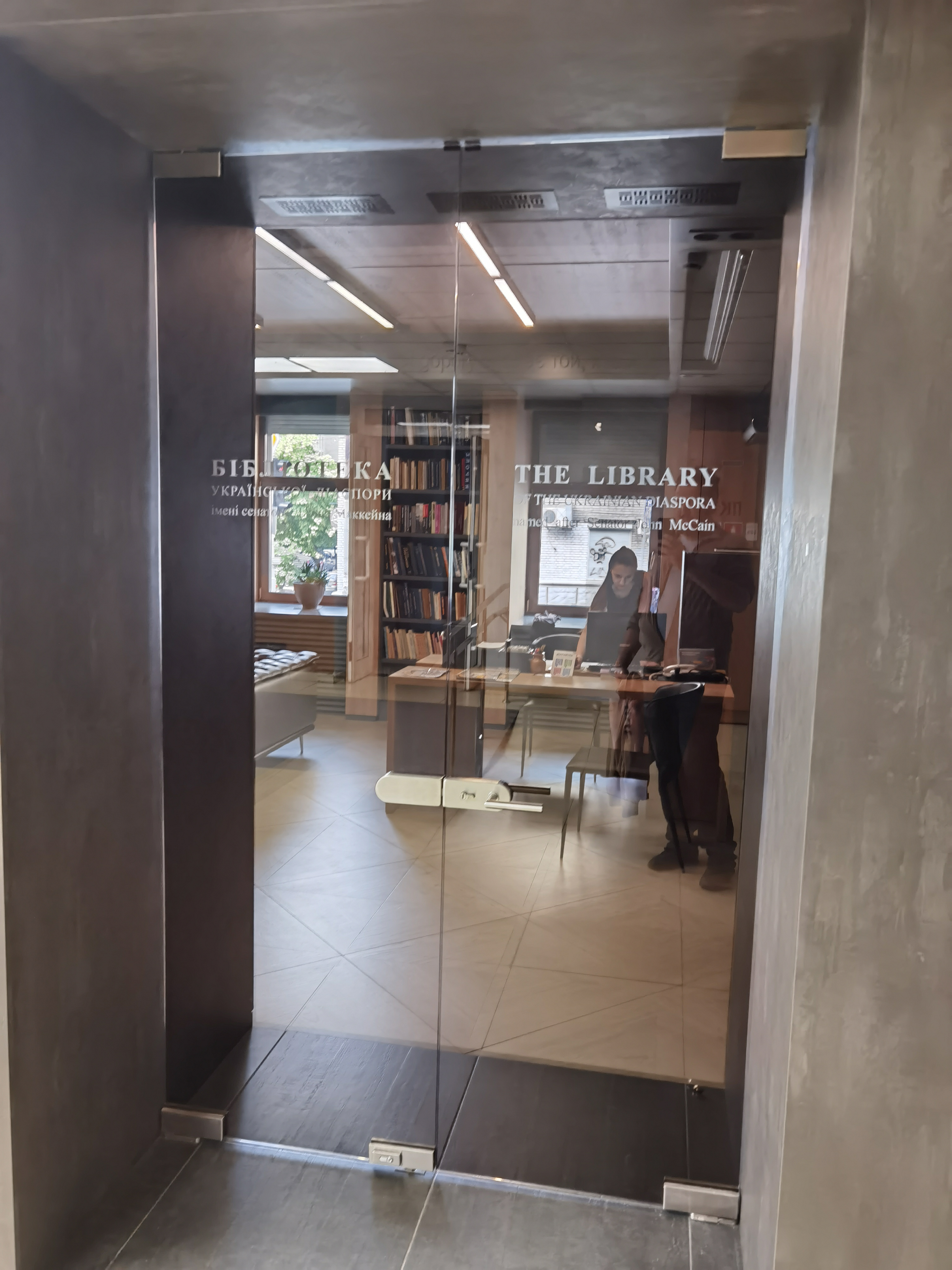
Бібліотека ім. Маккейна

В. Пилишенко передав свою приватну бібліотеку, що складалася з 15000 книг та журналів, місту Дніпро у бібліотеку української діаспори імені сенатора Джона Маккейна. Передісторія книгозбірні така: у 2018 році делегація з Дніпра на чолі з міським головою Борисом Філатовим відвідала кілька міст США. Саме тоді відбулося знайомство Бориса Філатова з Володимиром Пилишенком. Під час їхньої зустрічі останній приймає рішення про передачу своєї бібліотеки м. Дніпру. Того ж року відбувся візит В. Пилишенка з родиною до м. Дніпра, під час якого затверджено місце розташування Бібліотеки української діаспори. За рік, 14 вересня 2019 року на День міста Дніпра, за його участі відбулось урочисте відкриття бібліотеки.

### Пам'ять про В. Пилишенка
- На український лад: хто такий Володимир Пилишенко й чому на честь нього назвали вулицю
- Відійшов у вічність професор Володимир (Мірко) Пилишенко \\09.02.2021 Інститут досліджень української діаспори імені професора Любомира Винара
- У Дніпрі презентували колекцію марок американського професора українського походження Володимира Пилишенка \\24 травня 2022
- Пам’яті Мірка Пилишенка \\9 ЛЮТОГО 2021
- У Дніпрі відкрили бібліотеку української діаспори імені сенатора Джона МакКейна (фото) \\14 вересня 2019

## Особисте життя
У липні 1967 одружився з Ірмою Топпер (Irma Topper), мав двох дочок — Орисю та Катю.